# 府中湖パーキングエリア
府中湖パーキングエリア（ふちゅうこパーキングエリア）は、香川県坂出市府中町にある高松自動車道のパーキングエリアである。府中湖スマートインターチェンジを併設する。
2008年3月23日にスマートインターチェンジの社会実験が始まり、2008年8月1日より利用時間が24時間に拡大された（それまでは6:00 - 24:00の18時間）。2009年4月1日に恒久化された。香川県道184号綾川府中線に接続している。これにより、綾歌郡綾川町へのアクセスが向上した。なお、スマートインターは車長12m以上の車は利用できない。

## 道路
- E11 高松自動車道
- 接続する道路：香川県道184号綾川府中線

## 施設

### 上り線（高松・鳴門方面）
- 駐車場
  - 大型 17台
  - 小型 36台
  - 二輪 4台
- トイレ
  - 男性 大4（和式1・洋式3）・小8
  - 女性 13（和式２・洋式11）
  - 車椅子用 1
- 給電スタンド（24時間）
- スナック（ほとり亭、8:00 - 19:00）
- コンビニエンスストア「セブンイレブン」（24時間・2018年4月27日オープン）[2]

2006年11月11日に、高速道路外からこれらの施設を利用できるウェルカムゲートが設置され、スマートIC設置工事に伴い一時閉鎖された後再開している。付近を香川県道184号綾川府中線が通る。
構造上、本スマートICで流出する車両は本PAの施設を利用できない（ウェルカムゲートを通って利用することはできる）。流入車は利用できる。

### 下り線（岡山・川之江方面）
- 駐車場
  - 大型 15台
  - 小型 37台
  - 二輪 4台
- トイレ
  - 男性 大4（和式1・洋式3）・小8
  - 女性 13（和式2・洋式11）
  - 車椅子用 1
- 給電スタンド（24時間）
- スナック（7:30 - 19:30）
- ショッピング（7:30 - 19:30）
- 自動販売機

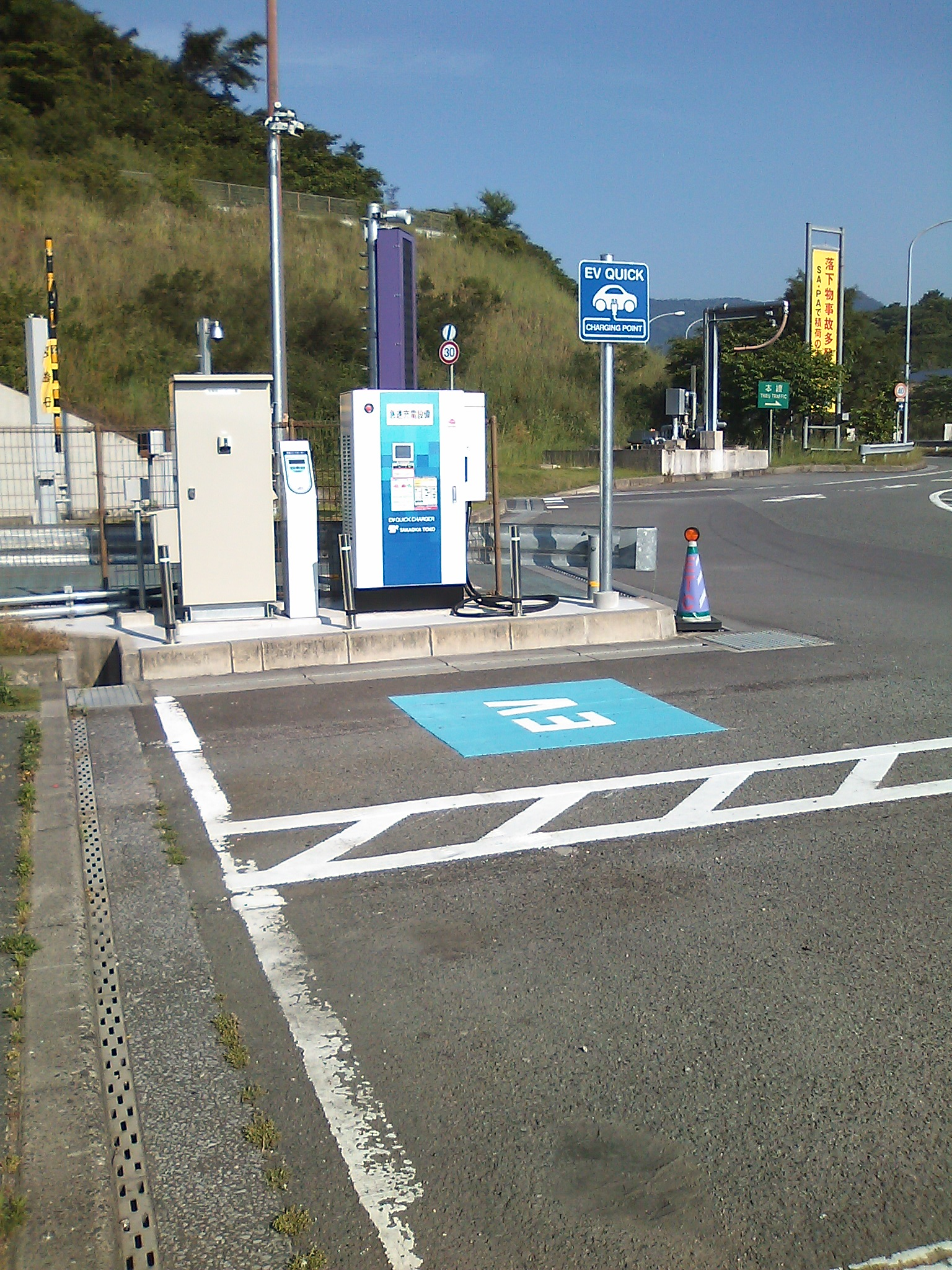
給電スタンド

- 携帯電話充電器（7:30 - 19:30）
- 高灯籠に似せた高架水槽

構造上、上り線とは逆に本スマートICで流入する車両は本PAの施設を利用できない。流出車は利用できる。

## 隣
E11 高松自動車道
(1)高松西IC - (1-1)府中湖PA/スマートIC - (2)坂出JCT - (3)善通寺IC